# Austrália nos Jogos Olímpicos de Inverno da Juventude de 2012
A Comunidade da Austrália participou dos Jogos Olímpicos de Inverno da Juventude de 2012, realizados em Innsbruck, na Áustria. A delegação nacional contou com um total de quatro atletas, que disputaram três distintas modalidades.

## Medalhas conquistadas
A Austrália conseguiu duas únicas medalhas na competição, ambas de bronze, terminando assim na 28º colocação entre os países participantes.
| Medalha | Nome              | Esporte        | Evento                           | Data   |
| ------- | ----------------- | -------------- | -------------------------------- | ------ |
| Bronze  | Sharnita Crompton | Hóquei no gelo | Habilidades individuais feminino | 19 Jan |
| Bronze  | Alexandra Fitch   | Snowboard      | Slopestyle feminino              | 19 Jan |